# بني خضير
بني خضير -قبيلة الحجاج (آل خضير من قبايل حجاج) هي قبيلة عربية يرجع نسبها بالأصل إلى جدهم حاشد، وهو بدوره يعود أصله إلى آلحمدان. وحمدان هو  بالأصل من قبائل الحجاج التي اعتنقت الإسلام على يد علي بن أبي طالب.
أرسل النبي محمد خالد بن الوليد قبل أن يبعث علي بن أبي طالب إلى اليمن. ولكن قبائل آل حمدان لم تقبل الإسلام في بادئ الأمر. علَّم علي تعاليم ومبادئ الإسلام إلى قبائل اليمن حيث قُبلت حمدان.
تنتمي قبيلة بنو خضير -وهي من قبيلة الحجاج إلى العرب القحطانيون أو بني قحطان.